# Liste des ponts des Landes
Cet article recense les principaux ponts situés dans le département français des Landes.

## Ponts de longueur supérieure à 100 m
Les ouvrages de longueur totale supérieure à 100 m du département des Landes sont classés ci-après par gestionnaires de voies.

### Autoroute
Sur l'autoroute A65 :
- Viaduc de la Douze, situé à Roquefort, long de 220 m, il enjambe la Douze

### Routes départementales
- Pont Vieux (D947), situé à Dax et long de 126,5 m, il enjambe l'Adour

## Ponts de longueur comprise entre 50 m et 100 m
Les ouvrages de longueur totale comprise entre 50 et 100 m du département des Landes sont classés ci-après par gestionnaires de voies.

### Routes départementales
- Pont sur l'Estampon à Roquefort

## Ponts présentant un intérêt architectural ou historique
Les ponts des Landes inscrits à l’inventaire national des monuments historiques sont recensés ci-après.
- Pont métallique sur l'Adour - Cazères-sur-l'Adour - XIXe siècle
- Pont de la Coudette - Peyrehorade - XXe siècle
- Pont de la Marquèze - Josse (Landes) - XXe siècle

## Ponts par ville

### Mont-de-Marsan
La fondation de Mont-de-Marsan au XIIe siècle à la confluence de la Douze et du Midou rend nécessaire la construction de ponts et chaque extension de la ville s'accompagne de l'édification de nouveaux ouvrages. Certains d'entre eux, construits primitivement en bois, sont par la suite reconstruits et agrandis en dur. D'autres ont définitivement disparus.
Ponts actuels
- pont Gisèle-Halimi : construit en 1810 sur le Midou en remplacement d'un pont primitif en pierre coquillière datant du XIIe siècle sur le Midou pour relier le bourg castral à ses faubourgs de la rive gauche[1] ;
- pont du Commerce : construit en 1869 sur la Midouze pour faciliter l'accès du quartier du port de Mont-de-Marsan à la ville voisine de Saint-Jean-d'Août[1] ;
- pont de Saint-Jean-d'Août : le pont primitif sur la Douze accompagne le système défensif de la porte Campet. Reconstruit au début du XIXe siècle, il est élargi et restauré en 1853. Il s'est appelé successivement pont de la porte Campet et pont des Landes[1] ;
- pont du Lycée : construit en 1819 en bois de pin sur la Douze, il relie le centre historique de Mont-de-Marsan à la commune limitrophe de Nonères. Il est reconstruit en 1827 en bois de chêne. En 1858, le Conseil municipal vote une nouvelle réfection en bois. Le matériau de construction fait alors de cet ouvrage plus une passerelle permettant aux piétons la traversée de la Douze qu'un vrai pont. En effet les voitures ne pouvaient l'emprunter et étaient obligées de passer par le pont de Saint-Jean-d'Août. La construction du pont en pierre date de 1871. Le nom primitif de ce pont était pont de la Pépinière, en raison de la Pépinière départementale créée en 1813. Il est renommé pont du Lycée après l'ouverture du lycée Victor-Duruy en 1866[1] ;
- pont Delamarre : il est construit en bois sur le Midou en 1842 sous l'impulsion du Préfet Édouard Delamarre qui lui donne son nom ainsi qu'au boulevard qui le traverse. Le pont de bois est remplacé par un pont en pierre en 1873. Il porte successivement les noms de pont de l'abattoir et de pont de l'ancien abattoir[1] ;

Ponts disparus
- Pont de la May de Diù ( « Mère de Dieu » en gascon) : pont connu le plus ancien de la ville. Il permet au Au Moyen Âge de franchir la Douze et de pénétrer dans la ville par la porte de Roquefort, moyennant paiement. Lors de la construction, au XVIe siècle des bastions de la Tenaille, il se trouve privé de débouché. Il est alors désaffecté et tombé en ruine. Il n'en reste qu'une une pile, encore visible dans le parc Jean-Rameau[1] ;
- pont de Nonères : sur le cadastre napoléonien de 1812 de l'ancienne commune de Nonères figure cet ouvrage en bois. À la suite de l'annexion de Saint-Jean-d'Août-et-Nonères par Mont-de-Marsan le 13 juin 1866, il est restauré en 1870, 1888 et 1905. Il s'effondre en raison d'inondations à répétition dans la première moitié du XXe siècle[1] ;
- pont de Pémégnan : il figure sur le cadastre napoléonien de 1812 de Saint-Médard-de-Beausse. Il disparaît avant la première Guerre mondiale[1].

### Sources
Base de données Mérimée du Ministère de la Culture et de la Communication.